# Kreuzerhöhungskirche (Podil)
Koordinaten: 50° 27′ 45″ N, 30° 30′ 30″ O

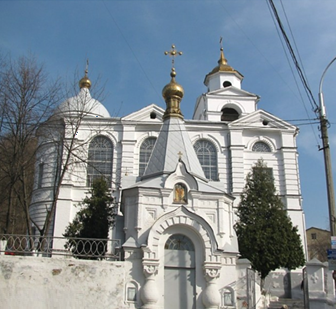
Die Kreuzerhöhungskirche in Podil

Die Kreuzerhöhungskirche (ukrainisch Хрестовоздвиженська церква / Chrestowosdwyschenska zerkwa) ist ein orthodoxes Kirchengebäude der Ukrainisch-Orthodoxen Kirche des Moskauer Patriarchats (Eparchie Kiew) in der ukrainischen Hauptstadt Kiew.

## Geschichte
Die 1748 im Kiewer Stadtteil Podil auf einem Steinfundament errichtete Holzkirche besaß einen separaten Glockenturm. Sie fiel 1811 dem Großbrand in Podil zum Opfer. Danach wurde sie durch den in Kiew ansässigen Architekten Andrei Melenski bis 1841 im klassizistischen Stil wiedererrichtet. Das Kircheninnere wurde vom Kiewer Künstler Hryhorij Petrowytsch Switlyzkyj gestaltet. 1891 wurde Michail Bulgakow in der Kreuzerhöhungskirche getauft. Im Jahr 1984 wurde die Kirche restauriert.